# Denkmäler der Volksrepublik China (Hebei)
Die folgende Tabelle bietet eine Übersicht zu sämtlichen Denkmälern in der Provinz Hebei (Abk. Ji), die auf der Denkmalliste der Volksrepublik China stehen:
| Name                                                                             | Beschluss | Kreis/Ort                 | siehe (auch) | Bild |
| -------------------------------------------------------------------------------- | --------- | ------------------------- | --- | ---- |
| Ranzhuang didaozhan yizhi 冉庄地道战遗址                                         | 1-29      | Qingyuan xian 清苑县      | Stätte des Tunnelkriegs von Ranzhuang (1942) (Kreis Qingyuan) |      |
| Xiangtangshan shiku 响堂山石窟                                                   | 1-40      | Handan shi 邯郸市         | Xiangtangshan-Grotten (Handan) |      |
| Anji qiao 安济桥 (Dashi qiao 大石桥)                                             | 1-58      | Zhao xian 赵县            | Anji-Brücke (Große Steinbrücke; Sui-Dynastie) (Kreis Zhao (Shijiazhuang))                                                                                                  |      |
| Yongtong qiao 永通桥 (Xiaoshi qiao 小石桥)                                       | 1-60      | Zhao xian 赵县            | Yongtong-Brücke (Kleine Steinbrücke) (Kreis Zhao (Shijiazhuang)) |      |
| Liaodi ta 料敌塔                                                                 | 1-70      | Dingzhou shi 定州市       | Liaodi-Pagode (Pagode des Kaiyuan-Tempels) (Dingzhou) |      |
| Guanghui si Hua ta 广惠寺华塔                                                    | 1-73      | Zhengding xian 正定县     | Hua-Pagode des Guanghui-Tempels (Kreis Zhengding) |      |
| Yicihui shizhu 义慈惠石柱                                                        | 1-77      | Dingxing xian 定兴县      | Yicihui-Steinsäule (Nördliche Qi-Dynastie) (Kreis Dingxing) |      |
| Zhaozhou Tuoluoni jingchuang 赵州陀罗尼经幢                                      | 1-78      | Zhao xian 赵县            | Dharani-Sutra-Säule in Zhaozhou (Kreis Zhao (Shijiazhuang)) |      |
| Longxing Si 隆兴寺                                                               | 1-89      | Zhengding xian 正定县     | Longxing-Kloster (Kreis Zhengding) |      |
| Wanli changcheng – Shanhaiguan 万里长城—山海关                                   | 1-102     | Qinhuangdao shi 秦皇岛市  | Große Mauer – Shanhai-Pass (Shanhaiguan, Qinhuangdao) |      |
| Puning si 普宁寺                                                                 | 1-115     | Chengde shi 承德市        | Puning-Tempel (Tempel des Universalen Friedens) (Acht Äußere Tempel) (Chengde)                                                                                             |      |
| Pule si 普乐寺                                                                   | 1-116     | Chengde shi 承德市        | Pule-Tempel (Tempel der Universalen Freude) (Acht Äußere Tempel) (Chengde)                                                                                                 |      |
| Putuo zongcheng zhi miao 普陀宗乘之庙                                            | 1-117     | Chengde shi 承德市        | Putuo-Zongcheng-Tempel (Tempel der Potaraka-Doktrin) (Acht Äußere Tempel) (Chengde)                                                                                        |      |
| Xumi fushou zhi miao 须弥福寿之庙                                                | 1-118     | Chengde shi 承德市        | Tempel der Glückseligkeit und des Langen Lebens des Sumeru-Berges (Acht Äußere Tempel) (Qing-Dynastie) (Chengde)                                                           |      |
| Bishu shanzhuang 避暑山庄                                                        | 1-123     | Chengde shi 承德市        | Kaiserlicher Sommerpalast (Chengde) |      |
| Cangzhou tieshizi 沧州铁狮子                                                     | 1-134     | Cang xian 沧县            | Eiserner Löwe von Cangzhou (Spätere Zhou-Dynastie) (Kreis Cang) |      |
| Zhao Handan gucheng 赵邯郸故城                                                   | 1-149     | Handan shi 邯郸市         | Hauptstadt Handan des Staates Zhao (Zeit der Streitenden Reiche) (Handan)                                                                                                  |      |
| Yan xiadu (yizhi) 燕下都(遗址)                                                   | 1-150     | Yi xian 易县              | Stätte der zweiten Hauptstadt des Staates Yan (in der Zeit der Streitenden Reiche) (Kreis Yì)                                                                              |      |
| Fengshi muqun 封氏墓群                                                           | 1-169     | Jing xian 景县            | Gräber der Familie Feng (Nördliche Wei bis Sui) (Kreis Jing) |      |
| Qing dongling 清东陵                                                             | 1-179     | Zunhua shi 遵化市         | Östliche Qing-Gräber (Kaisergräber) (Zunhua) |      |
| Qing xiling 清西陵                                                               | 1-180     | Yi xian 易县              | Westliche Qing-Gräber (Kaisergräber) (Kreis Yì) |      |
| Xibaipo Zhong-Gong zhongyang jiuzhi 西柏坡中共中央旧址                           | 2-8       | Pingshan xian 平山县      | Ehemaliger Sitz des Zentralkomitees der Kommunistischen Partei Chinas im Dorf Xibaipo (1949) (Kreis Pingshan)                                                              |      |
| Beiyue miao 北岳庙                                                               | 2-24      | Quyang xian 曲阳县        | Beiyue-Tempel (Kreis Quyang) |      |
| Li Dazhao guju 李大钊故居                                                        | 3-10      | Laoting xian 乐亭县       | Ehemaliger Wohnsitz von Li Dazhao (Kreis Laoting) |      |
| Jinshanling changcheng 金山岭长城                                                | 3-58      | Luanping xian 滦平县      | Chinesische Mauer im Abschnitt Jinshanling (Kreis Luanping) |      |
| Xuanhua chengqiang 宣化城墙                                                      | 3-64      | Zhangjiakou shi 张家口市  | Stadtmauer von Xuanhua (Zhangjiakou) |      |
| Zhili zongdushu 直隶总督署                                                       | 3-71      | Baoding shi 保定市        | Amtssitz des Generalgouverneurs der Zhili-Provinz (in der späten Qing-Zeit) (Baoding)                                                                                      |      |
| Kaiyuan si 开元寺                                                                | 3-105     | Zhengding xian 正定县     | Kaiyuan-Tempel (Kreis Zhengding) |      |
| Shuxiang si 殊像寺                                                               | 3-121     | Chengde shi 承德市        | Shuxiang-Kloster (Acht Äußere Tempel) (Chengde) |      |
| Anyuan miao 安远庙                                                               | 3-122     | Chengde shi 承德市        | Anyuan-Tempel (Tempel der Befriedung der Fernen Gebiete) (Acht Äußere Tempel) (Chengde)                                                                                    |      |
| Lingxiao ta 凌霄塔                                                               | 3-139     | Zhengding xian 正定县     | Lingxiao-Pagode (Kreis Zhengding) |      |
| Cishan yizhi 磁山遗址                                                            | 3-188     | Wu'an shi 武安市          | Cishan (Cishan-Kultur) (Wu’an) |      |
| Zhongshan gucheng yizhi 中山古城遗址                                             | 3-206     | Pingshan xian 平山县      | Stätte der alten Stadt Zhongshan, der Hauptstadt des Staates Zhongshan in der Zeit der Streitenden Reiche; Mausoleum des Königs von Zhongshan in Pingshan (Kreis Pingshan) |      |
| Yecheng yizhi 邺城遗址                                                           | 3-213     | Linzhang xian 临漳县      | Stätte der Stadt Ye (Kreis Linzhang) |      |
| Jianci cun Dingyao yizhi 涧磁村定窑遗址                                          | 3-225     | Quyang xian 曲阳县        | Stätte des songzeitlichen Brennofens von Dingzhou („Ding yao“, Kreis Quyang)                                                                                               |      |
| Zhongshan Jing wang mu 中山靖王墓                                                | 3-235     | Mancheng xian 满城县      | Grab des Prinzen Jing von Zhongshan (Han-Gräber in Mancheng: Liu Sheng und Dou Wan) (Kreis Mancheng)                                                                       |      |
| Ci xian Bei Chao muqun 磁县北朝墓群                                              | 3-242     | Ci xian 磁县              | Gräber im Kreis Ci aus der Zeit der Nördlichen Dynastien (Kreis Ci) |      |
| Beidaihe Qin xinggong zhiyi 北戴河秦行宫遗址                                     | 4-33      | Qinhuangdao shi 秦皇岛市  | Stätte des qin-zeitlichen Palastes von Beidaihe (Jinshanzui) (Qinhuangdao)                                                                                                 |      |
| Cizhou yao yizhi 磁州窑遗址                                                      | 4-44      | Handan shi 邯郸市         | Stätte der Cizhou-Keramikbrennöfen (Song-Dynastie) (Handan) |      |
| Xing yao yizhi 邢窑遗址                                                          | 4-46      | Neiqiu xian 内丘县        | Stätte des Xing-Keramikbrennofens (Tang-Dynastie) (Kreis Neiqiu) |      |
| Xian xian Han muqun 献县汉墓群                                                   | 4-61      | Xian xian 献县            | Han-Gräber im Kreis Xian |      |
| Xiabali muqun 下八里墓群                                                         | 4-72      | Zhangjiakou shi 张家口市  | Xiabali-Gräber (Liao-Dynastie) (Zhangjiakou) |      |
| Zhiping si shi ta 治平寺石塔                                                     | 4-81      | Zanhuang xian 赞皇县      | Pagode des Zhiping-Tempels (Kreis Zanhuang) |      |
| Kaifu si sheli ta 开福寺舍利塔                                                   | 4-82      | Jing xian 景县            | Sarira-Stupa im Kaifu-Tempel (Kreis Jǐng) |      |
| Wahuanggong ji shike 娲皇宫及石刻                                                | 4-88      | She xian 涉县             | Wahuanggong („Palast der Göttin Nüwa“) und Steinschnitzereien (Kreis She)                                                                                                  |      |
| Zhengding wenmiao dacheng dian 正定文庙大成殿                                    | 4-91      | Zhengding xian 正定县     | Haupthalle des Konfuzianischen Tempels in Zhengding (Kreis Zhengding) |      |
| Geyuan si 阁院寺                                                                 | 4-95      | Laiyuan xian 涞源县       | Geyuan-Tempel (Kreis Laiyuan), Manjushri-Halle aus der Liao-Dynastie |      |
| Kaishan si 开善寺                                                                | 4-96      | Gaobeidian shi 高碑店市   | Kaishan-Tempel (Gaobeidian) |      |
| Ciyun ge 慈云阁                                                                  | 4-114     | Dingxing xian 定兴县      | Ciyun-Pavillon (Yuan-Dynastie) (Kreis Dingxing) |      |
| Yuzhou yuhuang ge 蔚州玉皇阁                                                     | 4-131     | Yu xian 蔚县              | Yuhuang-Pavillon von Yuzhou (Kreis Yu) |      |
| Wanli changcheng – Zijingguan 万里长城—紫荆关                                    | 4-132     | Yi xian 易县              | Große Mauer – Zijingguan-Paß (Kreis Yì) |      |
| Pilu si 毗卢寺                                                                   | 4-133     | Shijiazhuang shi 石家庄市 | Pilu-Tempel (Shijiazhuang) |      |
| Longxing Guan Daode jingchuang 龙兴观道德经幢                                    | 4-194     | Yi xian 易县              | Daodejing-Steinsäule des daoistischen Longxing-Tempels (Kreis Yì) |      |
| Tianhu tuoluoni jingchuang 天护陀罗尼经幢                                        | 4-195     | Shijiazhuang shi 石家庄市 | Dharani-Säule im Dorf Tianhucun (Shijiazhuang) |      |
| Jinchaji bianqu zhengfu ji junqu silingbu jiuzhi 晋察冀边区政府及军区司令部旧址  | 4-238     | Fuping xian 阜平县        | Stätte der Grenzgebiet-Regierung und des militärischen Hauptquartiers des Shanxi-Chahar-Hebei-Grenzgebietes (Zweiter Japanisch-Chinesischer Krieg) (Kreis Fuping)          |      |
| Balujun yi-er-jiu shi silingbu jiuzhi 八路军一二九师司令部旧址                   | 4-242     | She xian 涉县             | Stätte des Hauptquartiers der 129. Division der 8. Marscharmee (Kreis She)                                                                                                 |      |
| Nihewan yizhi qun 泥河湾遗址群                                                   | 5-2       | Yangyuan xian 阳原县      | Nihewan-Stätten (Kreis Yangyuan) |      |
| Nanzhuangtou yizhi 南庄头遗址                                                    | 5-3       | Xushui xian 徐水县        | Nanzhuangtou-Stätte (Kreis Xushui) |      |
| Xizhai yizhi 西寨遗址                                                            | 5-4       | Qianxi xian 迁西县        | Xizhai-Stätte (Kreis Qianxi) |      |
| Daiwangcheng yizhi 代王城遗址                                                    | 5-5       | Yu xian 蔚县              | Daiwangcheng-Stätte (Frühlings- und Herbstperiode bis Han-Zeit) (Kreis Yu)                                                                                                 |      |
| Jingxing yao yizhi 井陉窑遗址                                                    | 5-6       | Jingxing xian 井陉县      | Stätte des Jingxing-Brennofens (Kreis Jingxing) |      |
| Yuanzhong du yizhi 元中都遗址                                                    | 5-7       | Zhangbei xian 张北县      | Mittlere Hauptstadt der Mongolen-Dynastie (Kreis Zhangbei) |      |
| Zhao wang ling 赵王陵                                                            | 5-146     | Handan xian 邯郸县        | Mausoleum des Zhao-Königs (Zeit der Streitenden Reiche) (Handan) |      |
| Han Zhongshan wang mu 汉中山王墓                                                 | 5-147     | Dingzhou shi 定州市       | Han-zeitliche Gräber der Zhongshan-Herrscher (Dingzhou) |      |
| Lujiazhuang bihuamu 逯家庄壁画墓                                                 | 5-148     | Anping xian 安平县        | Wandmalereiengrab von Lujiazhuang (Östliche Han-Dynastie) (Kreis Ānpíng)                                                                                                   |      |
| Bei Qi Gao shi muqun 北齐高氏墓群                                                | 5-149     | Jing xian 景县            | Gräber der Familie Gao aus der Zeit der Nördlichen Qi (Kreis Jǐng) |      |
| Shuzhuanglou Yuan mu 梳妆楼元墓                                                  | 5-150     | Guyuan xian 沽源县        | Grab in Shuzhuanglou aus der Zeit der Mongolen-Dynastie (Kreis Guyuan) |      |
| Linji si Chengling ta 临济寺澄灵塔                                               | 5-208     | Zhengding xian 正定县     | Chengling-Pagode des Linji-Tempels (Kreis Zhengding) |      |
| Yaowang miao 药王庙                                                              | 5-209     | Anguo shi 安国市          | Yaowang-Tempel (Anguo) |      |
| Zhaohua si 昭化寺                                                                | 5-210     | Huai'an xian 怀安县       | Zhaohua-Tempel (Kreis Huai'an) |      |
| Jimingyi cheng 鸡鸣驿城                                                          | 5-211     | Huailai xian 怀来县       | Poststation im Dorf Jimingyi (Gemeinde Jimingyi, Kreis Huailai) (Ming-Dynastie)                                                                                            |      |
| Youju si ta 幽居寺塔                                                             | 5-212     | Lingshou xian 灵寿县      | Pagode des Youju-Tempels (Kreis Lingshou) |      |
| Dingzhou gongyuan 定州贡院                                                       | 5-213     | Dingzhou shi 定州市       | Ort der lokalen kaiserlichen Examen in Dingzhou |      |
| Puren si 溥仁寺                                                                  | 5-214     | Chengde shi 承德市        | Puren-Tempel (Tempel des Umfassenden Menschenliebe) (Acht Äußere Tempel) (Chengde)                                                                                         |      |
| Yuanying si ta 源影寺塔                                                          | 5-215     | Changli xian 昌黎县       | Pagode des Yuanying-Tempels (Kreis Changli) |      |
| Botou qingzhensi 泊头清真寺                                                      | 5-216     | Botou shi 泊头市          | Moschee zu Botou (Botou) |      |
| Puli si ta 普利寺塔                                                              | 5-217     | Lincheng xian 临城县      | Pagode des Puli-Tempels (Kreis Lincheng) |      |
| Zhuozhou shuangta 涿州双塔                                                       | 5-218     | Zhuozhou shi 涿州市       | Doppelpagoden von Zhuozhou |      |
| Nan'an si ta 南安寺塔                                                            | 5-219     | Yu xian 蔚县              | Pagode des Nan'an-Tempels (Kreis Yu) |      |
| Shijia si 释迦寺                                                                 | 5-220     | Yu xian 蔚县              | Shijia-Tempel (Kreis Yu) |      |
| Yaoshan Wang shi zhuangyuan 腰山王氏庄园                                         | 5-221     | Shunping xian 顺平县      | Residenz der Familie Wang in Yaoshan (Kreis Shunping) |      |
| Gu lianhuachi 古莲花池                                                           | 5-222     | Baoding shi 保定市        | Alter Lotusteich (Baoding) |      |
| Qinghua si Hua ta 庆化寺花塔                                                     | 5-223     | Laishui xian 涞水县       | Blumen-Pagode (Huata) des Qinghua-Klosters (Kreis Laishui) |      |
| Changcheng – Wulonggou changcheng 长城—乌龙沟长城                                | 5-442(6)  | Kreis Laiyuan 涞源县      | Große Mauer – Große Mauer im Abschnitt Wulonggou (aus der Zeit der Ming-Dynastie)                                                                                          |      |
| Daguan sheng zuo zhi bei 大观圣作之碑                                            | 5-443     | Zhao xian 赵县            | Daguan-Stele mit der kaiserlichen Handschrift des Zhao Ji aus dem Jahr 1108 der Nördlichen Song-Dynastie (Kreis Zhao (Shijiazhuang))                                       |      |
| Da tang qing he junwang jigong zai zheng zhi song bei 大唐清河郡王纪功载政之颂碑 | 5-444     | Zhengding xian 正定县     | Fengdong bai (Kreis Zhengding) |      |
| Zhaocun yizhi 爪村遗址                                                           | 6-4       | Qian'an shi 迁安市        | Zhaocun-Stätte (Paläolithikum) (Qian’an) |      |
| Shibeikou yizhi 石北口遗址                                                       | 6-5       | Yongnian xian 永年县      | Shibeikou-Stätte (neolithische Yangshao-Kultur) (Kreis Yongnian) |      |
| Beifudi yizhi 北福地遗址                                                         | 6-6       | Yi xian 易县              | Beifudi-Stätte (Kreis Yì) |      |
| Diaoyutai yizhi 钓鱼台遗址                                                       | 6-7       | Quyang xian 曲阳县        | Diaoyutai-Stätte (Quyang) |      |
| Taixi yizhi 台西遗址                                                             | 6-8       | Gaocheng shi 藁城市       | Taixi-Stätte (mittlere und späte Shang-Zeit) (Gaocheng) |      |
| Dongxianxian yizhi 东先贤遗址                                                    | 6-9       | Xingtai xian 邢台县       | Dongxianxian-Stätte (Shang-Dynastie) (Kreis Xingtai) |      |
| Nanyang yizhi 南阳遗址                                                           | 6-10      | Rongcheng xian 容城县     | Nanyang-Stätte (Zhou-Dynastie) (Kreis Rongcheng) |      |
| Jiangwu cheng yizhi 讲武城遗址                                                   | 6-11      | Ci xian 磁县              | Jiangwucheng-Stätte (Kreis Ci) |      |
| Changshan jun gucheng 常山郡故城                                                 | 6-12      | Yuanshi xian 元氏县       | Stätte der Changshan-Präfektur (jun) in Gucheng (Westliche Han-Dynastie) (Kreis Yuanshi)                                                                                   |      |
| Tuchengzi chengyi 土城子城址                                                     | 6-13      | Shangyi xian 尚义县       | Stätte der Tuchengzi-Stadt (Kreis Shangyi) |      |
| Bianguan didao yizhi 边关地道遗址                                                | 6-14      | Yongqing xian 永清县      | Stätte des Grenztunnels („Unterirdische Große Mauer“ aus der Zeit der Song-Dynastie, Kreis Yongqing)                                                                       |      |
| Huizhou cheng 会州城                                                             | 6-15      | Pingquan xian 平泉县      | Stätte der Stadt Huizhou (Kreis Pingquan) |      |
| Liulingzui shaoguo yizhi 刘伶醉烧锅遗址                                          | 6-16      | Xushui xian 徐水县        | Stätte der alten Liu-Ling-zui-Brauerei (Liu Ling) (Kreis Xushui) |      |
| Jiuliancheng yizhi 九连城城址                                                    | 6-17      | Guyuan xian 沽源县        | Jiuliancheng-Stätte (Song- bis Yuan-Dynastie) (Kreis Guyuan) |      |
| Haifeng zhen yizhi 海丰镇遗址                                                    | 6-18      | Huanghua shi 黄骅市       | Haifengzhen-Stätte (Huanghua) |      |
| Xiaohongcheng yizhi 小宏城遗址                                                   | 6-19      | Guyuan xian 沽源县        | Xiaohongcheng-Stätte (Kreis Guyuan) |      |
| Daming fu gucheng 大名府故城                                                     | 6-20      | Daming xian 大名县        | Alte Stadt Damingfu (Kreis Daming) |      |
| Xingguo mudi 邢国墓地                                                            | 6-224     | Xingtai shi 邢台市        | Gräber aus dem alten Staat Xing (Westliche Zhou-Dynastie) (Xingtai) |      |
| Suoyaocun bihuamu 所药村壁画墓                                                   | 6-225     | Wangdu xian 望都县        | Wandmalereiengrab des Dorfes Suoyao (Han-Gräber von Wangdu) (Kreis Wangdu)                                                                                                 |      |
| Longyao Tang zu ling 隆尧唐祖陵                                                  | 6-226     | Longyao xian 隆尧县       | Tang-Mausoleen in Longyao (Kreis Longyao) |      |
| Zhang Rou mu 张柔墓                                                              | 6-227     | Mancheng xian 满城县      | Grab von Zhang Rou (Kreis Mancheng) |      |
| Yi Xian qinwang mu 怡贤亲王墓                                                    | 6-228     | Laishui xian 涞水县       | Grab des Prinzen Yi (Kreis Laishui) |      |
| Ji Xiaolan mudi 纪晓岚墓地                                                       | 6-229     | Cang xian 沧县            | Grabstätte von Ji Xiaolan (Qing-Dynastie, Kreis Cang) |      |
| Jie cun xingguo sita 解村兴国寺塔                                                | 6-316     | Boye xian 博野县          | Pagode des Xingguo-Tempels in Jiecun (Tang-Dynastie) (Kreis Boye) |      |
| Wanshou si ta lin 万寿寺塔林                                                     | 6-317     | Pingshan xian 平山县      | Pagodenwald des Wanshou-Tempels (Kreis Pingshan) |      |
| Baoyun ta 宝云塔                                                                 | 6-318     | Hengshui shi 衡水市       | Baoyun-Pagode (Hengshui) |      |
| Xiude sita 修德寺塔                                                              | 6-319     | Quyang xian 曲阳县        | Pagode des Xiude-Tempels (Kreis Quyang) |      |
| Qinglin si ta 庆林寺塔                                                           | 6-320     | Gucheng xian 故城县       | Pagode des Qinglin-Tempels (Kreis Gucheng) |      |
| Jingzhi si ta jidigong 静志寺塔基地宫                                            | 6-321     | Dingzhou shi 定州市       | Untergrundpalast der Sarira-Pagode des Jingzhi-Tempels (977) (Dingzhou) |      |
| Jingzhongyuan ta jidigong 净众院塔基地宫                                         | 6-322     | Dingzhou shi 定州市       | Untergrundpalast der Pagode des Jingzhongyuan-Tempels (995) (Dingzhou) |      |
| Tiangong si ta 天宫寺塔                                                          | 6-323     | Tangshan shi 唐山市       | Pagode des Tiangong-Tempels (Tangshan) |      |
| Sheng ta yuan ta 圣塔院塔                                                        | 6-324     | Yi xian 易县              | Jing-Ke-Pagode (Kreis Yi) |      |
| Xigang ta 西岗塔                                                                 | 6-325     | Laishui xian 涞水县       | Xigang-Pagode (Kreis Laishui) |      |
| Xingwen ta 兴文塔                                                                | 6-326     | Laiyuan xian 涞源县       | Xingwen-Pagode (Kreis Laiyuan), Liao-Dynastie |      |
| Chengtang miao shanmen 成汤庙山门                                                | 6-327     | She xian 涉县             | Shanmen des Chengtang-Tempels (Kreis She, Dschurdschen-Dynastie) |      |
| Bailin si ta 柏林寺塔                                                            | 6-328     | Zhao xian 赵县            | Pagode des Bailin-Tempels (Kreis Zhao) |      |
| Zhengding fu wenmiao 正定府文庙                                                  | 6-329     | Zhengding xian 正定县     | Konfuzianischer Tempel von Zhengding (Kreis Zhengding) |      |
| Jingxing gu yidao 井陉古驿道                                                     | 6-330     | Jingxing xian 井陉县      | Alte Poststraße von Jingxing (Kreis Jingxing) |      |
| Bian Que miao 扁鹊庙                                                             | 6-331     | Neiqiu xian 内丘县        | Bian-Que-Tempel (Qin Yueren) (Kreis Neiqiu) |      |
| Yongji qiao 永济桥                                                               | 6-332     | Zhuozhou shi 涿州市       | Yongji-Brücke (Zhuozhou) |      |
| Xigu bao 西古堡                                                                  | 6-333     | Yu xian 蔚县              | Xigu-Burg (Kreis Yu) |      |
| Fuqing si 福庆寺                                                                 | 6-334     | Jingxing xian 井陉县      | Fuqing-Tempel (Kreis Jingxing) |      |
| Shi'en si 时恩寺                                                                 | 6-335     | Zhangjiakou shi 张家口市  | Shi'en-Tempel (Zhangjiakou) |      |
| Shoufeng si 寿峰寺                                                               | 6-336     | Tangshan shi 唐山市       | Shoufeng-Tempel (Tangshan) |      |
| Nuanquan Huayan si 暖泉华严寺                                                    | 6-337     | Yu xian 蔚县              | Huayan-Tempel in Nuanquan (Kreis Yu) |      |
| Zhenwu miao 真武庙                                                               | 6-338     | Yu xian 蔚县              | Zhenwu-Tempel (Kreis Yu) |      |
| Changpingcang 常平仓                                                             | 6-339     | Yu xian 蔚县              | Preisregulierungsgetreidespeicher (Kreis Yu) |      |
| Yuzhou Lingyan si 蔚州灵岩寺                                                     | 6-340     | Yu xian 蔚县              | Linyan-Tempel in Yuzhou (Kreis Yu) |      |
| Dan qiao 单桥                                                                    | 6-341     | Xian xian 献县            | Dan-Brücke (Kreis Xian) |      |
| Hongji qiao 弘济桥                                                               | 6-342     | Yongnian xian 永年县      | Hongji-Brücke (Kreis Yongnian) |      |
| Yongnian cheng 永年城                                                            | 6-343     | Yongnian xian 永年县      | Stätte der alten Stadt Yongnian (Kreis Yongnian) |      |
| Zhifang Yuhuang ge 纸坊玉皇阁                                                    | 6-344     | Handan shi 邯郸市         | Yuhuang-Pavillon im Dorf Zhifang (Handan) |      |
| Dadaoguan Yuhuang dian 大道观玉皇殿                                              | 6-345     | Dingzhou shi 定州市       | Jadekaiser-Halle des daoistischen Dadaoguan-Tempels (Dingzhou) |      |
| Xingtai Kaiyuan si 邢台开元寺                                                    | 6-346     | Xingtai shi 邢台市        | Kaiyuan-Tempel von Xingtai |      |
| Wurenqiao 伍仁桥                                                                 | 6-347     | Anguo shi 安国市          | Wuren-Brücke (Guifei-Brücke) im Dorf Wurenqiao (Anguo) |      |
| Wanquan Youweicheng 万全右卫城                                                   | 6-348     | Wanquan xian 万全县       | Wanquan Youweicheng (Kreis Wanquan) |      |
| Xianlin Yuhuang ge 洗马林玉皇阁                                                  | 6-349     | Wanquan xian 万全县       | Jadekaiser-Pavillon in Ximalin (Kreis Wanquan) |      |
| Jinmen zha 金门闸                                                                | 6-350     | Zhuozhou shi 涿州市       | Jinmen-Schleusentor (Zhuozhou) |      |
| Daci ge 大慈阁                                                                   | 6-351     | Baoding shi 保定市        | Daci-Pavillon (Baoding) |      |
| Chengde chenghuang miao 承德城隍庙                                               | 6-352     | Chengde shi 承德市        | Stadtgott-Tempel von Chengde |      |
| Puyou si 普佑寺                                                                  | 6-353     | Chengde shi 承德市        | Puyou-Tempel (Acht Äußere Tempel) (Chengde) |      |
| Jingguang si 净觉寺                                                              | 6-354     | Yutian xian 玉田县        | Jingguang-Tempel (Kreis Yutian) |      |
| Wu li ji bei 五礼记碑                                                            | 6-812     | Daming xian 大名县        | Wuliji-Tafel (Fünf Riten) (Kreis Daming) |      |
| Song Jing bei 宋璟碑                                                             | 6-813     | Shahe shi 沙河市          | Song-Jing-Steintafel (Shahe) |      |
| Da Foding zunsheng tuoluoni jingchuang 大佛顶尊胜陀罗尼经幢                      | 6-814     | Lulong xian 卢龙县        | Große Usnisa vijaya dharani-Sutrensäule (Dschurdschen-Dynastie; Kreis Lulong)                                                                                              |      |
| Shanhaiguan Baguo lianjun yingpan jiuzhi 山海关八国联军营盘旧址                  | 6-892     | Qinhuangdao shi 秦皇岛市  | Stätte der Kasernen der Vereinigten acht Staaten von Shanhaiguan (Qinhuangdao)                                                                                             |      |
| Beidaihe jindai jianzhuqun 北戴河近代建筑群                                      | 6-893     | Qinhuangdao shi 秦皇岛市  | Villen von Beidaihe (Qinhuangdao) |      |
| Fengrun zhongxuexiao jiuzhi 丰润中学校旧址                                       | 6-894     | Tangshan shi 唐山市       | Stätte der Fengrun-Mittelschule (Tangshan, Stadtbezirk Fengrun) |      |
| Yihequan yishiting jiuzhi 义和拳议事厅旧址                                       | 6-895     | Wei xian 威县             | Versammlungshalle der Boxer-Bewegung (Kreis Wei) |      |
| Yude zhongxue jiuzhi 育德中学旧址                                                | 6-896     | Baoding shi 保定市        | Yude-Mittelschule (Baoding) |      |
| Baoding lujun junguan xuexiao jiuzhi 保定陆军军官学校旧址                        | 6-897     | Baoding shi 保定市        | Alte Militärakademie der Landstreitkräfte in Baoding |      |
| Chaha'er dutong shu jiuzhi 察哈尔都统署旧址                                      | 6-898     | Zhangjiakou shi 张家口市  | Ehemaliges Büro des Militärgouverneurs der alten Provinz Chahar (Zhangjiakou)                                                                                              |      |
| Buli liufa gongyi xuexiao jiuzhi 布里留法工艺学校旧址                            | 6-899     | Gaoyang xian 高阳县       | Vorbereitungsschule für den Frankreichaufenthalt in Buli (Kreis Gaoyang)                                                                                                   |      |
| Yan Yangchu jiuju 晏阳初旧居                                                     | 6-900     | Dingzhou shi 定州市       | Ehemaliger Wohnsitz von Yan Yangchu (Dingzhou) |      |
| Panjiayu can'an yizhi 潘家峪惨案遗址                                             | 6-901     | Tangshan shi 唐山市       | Stätte des Panjiayu-Massakers |      |
| Zhonggong Jin-Ji-Lu-Yu Zhongyan-ju he junqu 中共晋冀鲁豫中央局和军区旧址         | 6-902     | Wu'an shi 武安市          | Stätte des ehemaligen Shanxi-Hebei-Shandong-Henan-Parteibüros des Zentralkomitees der Kommunistischen Partei Chinas und des Militärdistrikts (Deng Xiaoping) (Wu’an)       |      |
| Tangshan dadizhen yizhi 唐山大地震遗址                                           | 6-903     | Tangshan shi 唐山市       | Stätte des Erdbebens von Tangshan (1976) (Tangshan) |      |
| Juguan gugong zaoyuan 聚馆古贡枣园                                               | 6-1080    | Huanghua shi 黄骅市       | Alter Tributs-Jujubengarten im Dorf Juguan (Huanghua) |      |